# 三脉嵩草
三脉嵩草（学名：Carex esenbeckii）为莎草科薹草属下的一个种。